# DoNext
DoNext (precedentemente Italfondiario) è una società che opera sul mercato italiano della gestione dei crediti in sofferenza acquisiti dai maggiori gruppi bancari italiani come ad esempio Banca Intesa. Gestisce anche, per conto terzi, operazioni di cartolarizzazione.
Presenta attività per nominali 26 miliardi di euro.

## Storia
L'Istituto Italiano di Credito Fondiario s.p.a, fondato nel 1891 e per ottant'anni di proprietà della Banca d'Italia, era un istituto di credito speciale con sede a Roma e filiale a Milano.
Per più di un secolo la banca ha svolto l'attività di credito ipotecario per l'edilizia. L'istituto fu anche quotato alla borsa di Milano dal 1896 al 1906.
Successivamente entrò nella galassia delle banche popolari, e ne divenne socio di maggioranza l'Istituto Centrale delle Banche Popolari Italiane. Nel 1997 fu acquisito da Centrobanca, istituto di credito a medio e lungo termine delle Banche popolari, e nel 1999 si è trasformato in una società per la gestione dei crediti in sofferenza, specialmente se assistiti da garanzie ipotecarie.
Nel 2000 con un O.P.A. l'Italfondiario fu scalato da una cordata di imprenditori italiani e con una successiva O.P.A. residuale nel 2001 la società fu cancellata dal listino.
Nel 2004 l'Italfondiario è stato acquisito dal gruppo americano Fortress. Tra i crediti acquisiti vi sono anche partite estremamente importanti.
Secondo una metodologia ancora inusuale in Italia Italfondiario mette in vendita, al migliore offerente, non solo gli immobili acquisiti nel corso dei recuperi crediti, ma anche gli stessi crediti assistiti da ipoteca.
A seguito dell'incorporazione prime in DoBank e successivamente in DoValue, dopo oltre 130 anni di storia, Italfondiario cambia nome e diventa doNext.